# Divizna velkokvětá
Divizna velkokvětá (Verbascum densiflorum) je léčivá rostlina z čeledi krtičníkovitých.

## Synonyma a lidové názvy
- Verbascum thapsiforme Bertol. (r. 1810)

- svíce královská, děvizna, Petrova hůl, pochodňová květina, kruželice, psí ocas, svícen, louč, oranka.

## Popis

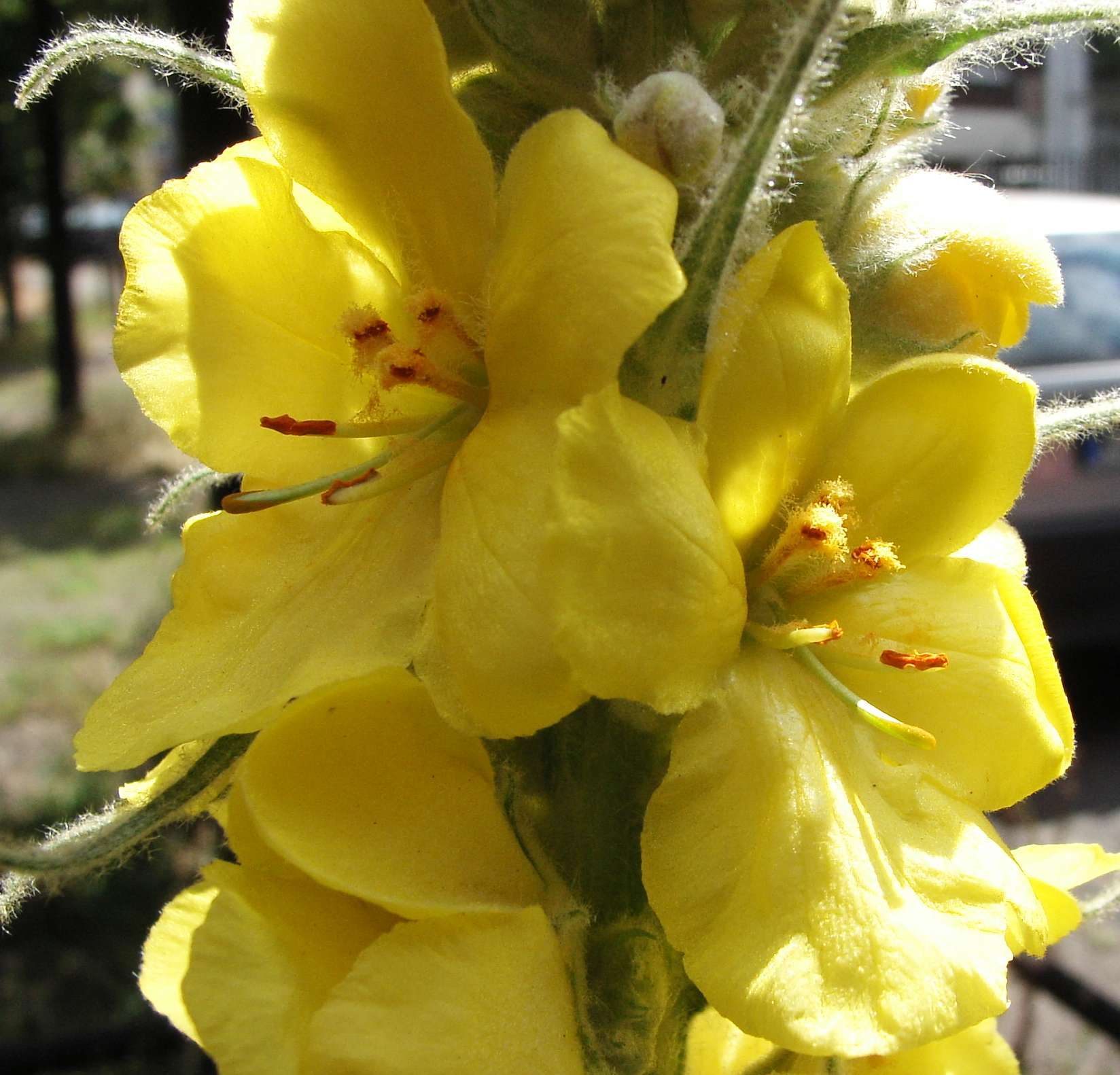
Divizna velkokvětá, květy

Jde o dvouletou, na celém povrchu plstnatě ochlupenou bylinu dorůstající výšky 2 metrů. V prvním roce vegetace vytváří růžici přízemních, lehce plstnatých listů. V roce druhém z této růžice vyrůstá ochlupená lodyha opatřená střídavými, taktéž ochlupenými listy vejčitého tvaru a hroznovitě uspořádanými květy, které mají pětidílný, zvonkovitý a plstnatý kalich a jasně žlutou, srostlou pěticípou korunu. Kvete od května do září. Plody jsou tobolky. Po vysemenění rostlina hyne.

## Výskyt
Divizna roste v celé Evropě, zejména v její střední a jižní části. V Česku se vyskytuje běžně, a to především díky své celkové nenáročnosti. Daří se jí na půdách chudých na živiny a vláhu, dále na půdách kamenitých, štěrkovitých nebo hlinitých, přičemž pH půdy jí vyhovuje zásadité až neutrální. Díky svému vzrůstu je pro ni snadné fotosyntetizovat i na místech, kde by vzrůstem nižší rostliny byly zastíněny. Nejčastěji ji můžeme spatřit na ruderálních místech, jakými jsou rumiště, příkopy, skládky a svahy podél komunikací. Běžně se však vyskytuje i na zahradách a kompostech, na kamenitých stráních a loukách či v prosluněných částech lesa a na jeho okrajích.

## Použití

### Léčebné účely
Divizna je známá léčivka. Pro léčebné účely se využívá hlavně květ divizny, případně listy, a to při průduškových onemocněních a nemocech z nachlazení. Léčí kašel a má protizánětlivé účinky. Čaj z květů divizny prospívá činnosti jater, sleziny a brzlíku, působí močopudně. Čaj se musí pečlivě cedit, protože květy jsou pokryty jemnými chloupky, které nepříjemně dráždí sliznici. Díky již zmíněným protizánětlivým účinkům se divizna využívá i zevně, a to jako obklad na případné oděrky, při revmatických bolestech, bércových vředech či hemoroidech. Pro plánovaný sběr se tato statná rostlina pěstuje. Květy (sbírá se pouze žlutá koruna květů, snadno oddělitelná od kalichu) se musí dobře usušit a pečlivě uchovávat, protože jsou velmi náchylné k hnědnutí a plesnivění.
Divizna obsahuje zejména saponiny a sliz, malé množství silice, cukry, třísloviny a flavonoidy.

### Jiné účely
- Květy divizny se používají k aromatizaci likérů a ke zlepšení vzhledu čajových směsí.
- Jedovatá semena divizny se dříve používala k omamování ryb. Obsahují v poměrně vysoké koncentraci rotenon.
- Květy divizny bývaly používány k barvení látek a vlasů.
- Již od antiky si ženy potíraly tváře listy divizny, čímž vznikl „přirozený ruměnec“.

Vnější použití divizny velkokvěté: Zevní použití divizny není tak časté. Lze použít kašovité obklady z květů na hojení bércových vředů a ran. K vnějšímu použití je možné také použít i sušené listy, ze kterých se připraví odvar a ve formě obkladů se přikládá na otoky. Také čerstvé listy našly své uplatnění. Potřené teplým olejem se dají použít k léčbě ran a otoků.

## Včelařství
Divizna je významná pylodárná rostlina, její pyl je bílkovinným zdrojem pro včelstva v letním období. Podporuje také dlouhověkost zimních včel. Včely pyl divizny sbírají především ráno a rouskují jej do oranžových rousek.

## Zajímavosti

### V kultuře
- Divizna je jednou z květin, jejichž apostrofa se nalézá v knize Jakuba Demla Moji přátelé; básník ji oslovuje jako „kněžnu“.
- Křemílkovi a Vochomůrkovi, postavičkám z Večerníčku, vyroste navzdory písničce „Vstávej semínko holala, bude z tebe fiala“ právě divizna.
- Dílo Ze říší přírody od Alfonse Bohumila Šťastného osvětluje prostřednictvím pohádky původ jména této rostliny. Divizna uzdraví chorého krále a on jí řka: "Věru, tato květina divy zná činiti!" přisoudí právě jméno divizna.